# Riesenlemuren
Als Riesenlemuren bezeichnet man mehrere ausgestorbene Primatengattungen aus Madagaskar. Diese Bezeichnung ist jedoch nicht systematisch. Riesenlemuren wurden allesamt deutlich größer als die heute dort lebenden Primaten und starben infolge der menschlichen Besiedlung aus.
Folgende Gattungen werden zu den Riesenlemuren gezählt:
- Familie Megaladapidae
  - Megaladapis oder „Koalalemuren“
- Familie Palaeopropithecidae oder „Faultierlemuren“
  - Palaeopropithecus
  - Archaeoindris